# Ruská Voľa
Ruská Voľa este o comună slovacă, aflată în districtul Vranov nad Topľou din regiunea Prešov. Localitatea se află la altitudinea de 300 m deasupra n.m., se întinde pe o suprafață de 6,18 km2 și în 2017 număra 83 de locuitori.

## Istoric
Localitatea Ruská Voľa este atestată documentar din 1357.

## Demografie
| An:                | 1994 | 2004   | 2014   | 2024   |
| ------------------ | ---- | ------ | ------ | ------ |
| Număr de persoane: | 81   | 76     | 82     | 90     |
| Diferență:         |      | −6,17% | +7,89% | +9,75% |

| An:                | 2023 | 2024   |
| ------------------ | ---- | ------ |
| Număr de persoane: | 88   | 90     |
| Diferență:         |      | +2,27% |